# Seattle Storm 2000
La stagione 2000 delle Seattle Storm fu la 1ª nella WNBA per la franchigia.
Le Seattle Storm arrivarono ottave nella Western Conference con un record di 6-26, non qualificandosi per i play-off.

## Roster
| N° | Naz.                   | Ruolo | Sportivo         | Anno | Alt. | Peso |
| -- | ---------------------- | ----- | ---------------- | ---- | ---- | ---- |
| 3  | Stati Uniti (bandiera) | A     | Charisse Sampson | 1974 | 178  | 79   |
| 4  | Giamaica (bandiera)    | C     | Simone Edwards   | 1973 | 193  | 74   |
| 5  | Stati Uniti (bandiera) | G     | Robin Threatt    | 1970 | 170  | 68   |
| 7  | Rep. Ceca (bandiera)   | C     | Kamila Vodičková | 1972 | 193  | 84   |
| 11 | Stati Uniti (bandiera) | G     | Jamie Redd       | 1977 | 178  | 70   |
| 12 | Stati Uniti (bandiera) | G     | Edna Campbell    | 1968 | 173  | 68   |
| 21 | Stati Uniti (bandiera) | G     | Charmin Smith    | 1975 | 178  | 66   |
| 23 | Stati Uniti (bandiera) | A     | Angela Aycock    | 1973 | 188  | 73   |
| 30 | Stati Uniti (bandiera) | A     | Andrea Garner    | 1979 | 191  | 73   |
| 32 | Stati Uniti (bandiera) | A     | Stacey Lovelace  | 1974 | 193  | 82   |
| 34 | Stati Uniti (bandiera) | G     | Sonja Henning    | 1969 | 170  | 65   |
| 40 | Australia (bandiera)   | A     | Katrina Hibbert  | 1977 | 178  | 77   |
| 42 | Stati Uniti (bandiera) | C     | Quacy Barnes     | 1976 | 196  | 84   |
| 44 | Stati Uniti (bandiera) | GA    | Michelle Edwards | 1966 | 175  | 68   |

## Staff tecnico
- Allenatore: Lin Dunn
- Vice-allenatori: Missy Bequette, Gary Kloppenburg, Kathy Anderson
- Preparatore atletico: Tamara Poole
- Preparatore fisico: Daniel Shapiro